# Huset

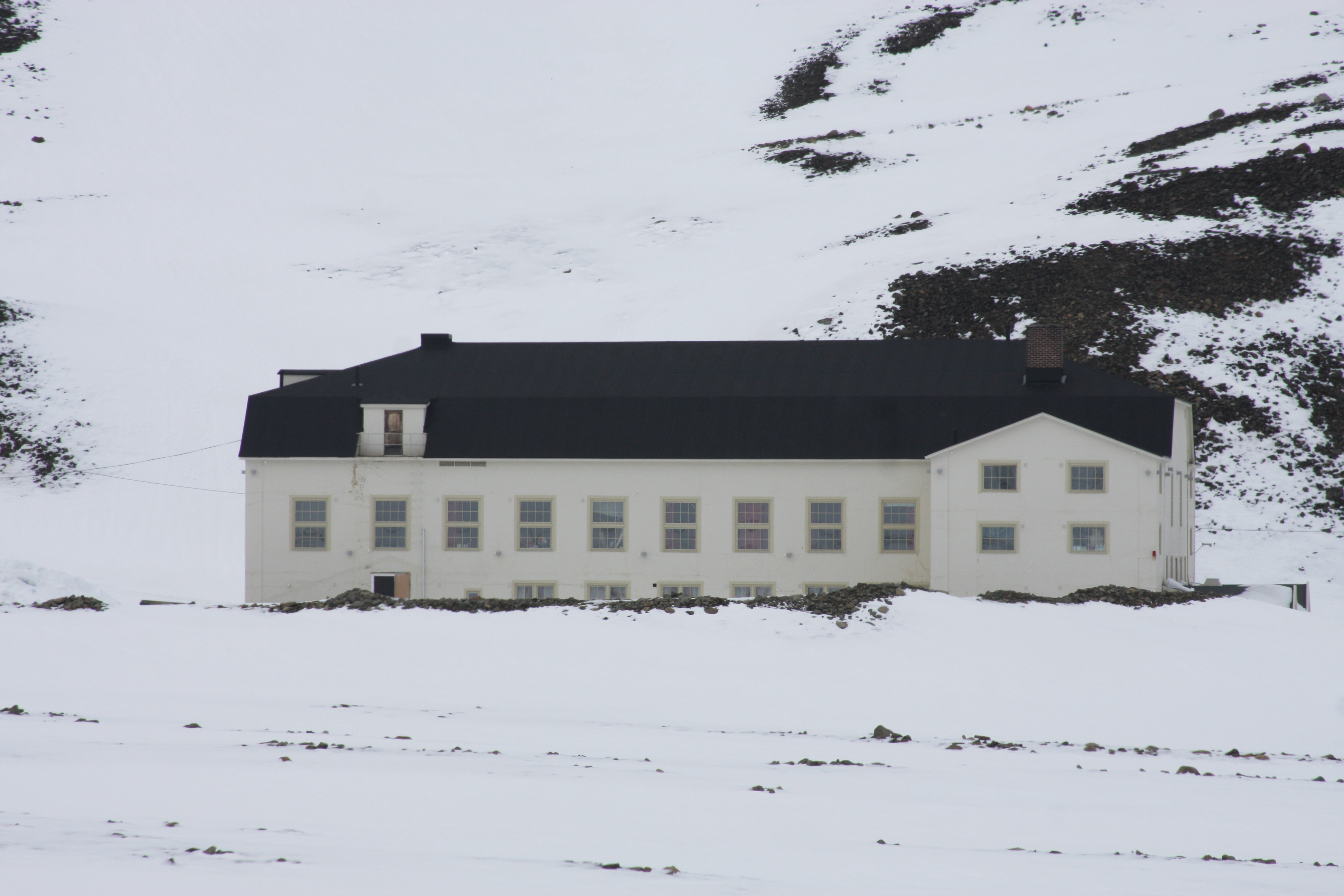
Huset, sett från Nybyen.

Huset är en byggnad i Longyearbyen i Svalbard med restaurang och konferenslokaler, som uppfördes 1951 av ortens gruvföretag Store Norske Spitsbergen Kulkompani A/S. Det ritades av Jacob Hanssen.
Longyearbyen var vid denna tid ett gruvsamhälle, med en bostadsbebyggelse som var utspridd i flera olika separata områden, delvis till följd av önskemål att förlägga bostäder nära de olika gruvorna. Det fanns ingen sammanhållande kärna i samhället. Före andra världskriget hade det funnits en kyrka, men den nya Svalbards kyrka blev inte uppförd förrän 1958. Kyrkan låg inte vid någon av samhällets dåvarande bebyggelsekärnor Nybyen, Haugen, Skjæringa, Sverdrupbyen, Hotellneset och Sjösidan, utan hade en lokalisering för sig själv någorlunda centralt i området. Huset placerades i närheten av den nu raserade Sverdrupbyen.
Store Norske Spitsbergen Kulkompani lät uppföra ett hus med kafé- och andra samlingslokaler, vilket också fungerade som post och gudstjänstlokal. Det började byggas 1948 och invigdes 1951. I denna samlingspunkt för orten har över åren funnits bibliotek, skollokaler, biosal samt dans- och föreningslokal. Idag finns där restaurang och konferenslokaler.